# جواو كوستا ليما نيتو
جواو كوستا ليما نيتو (بالبرتغالية: João Costa Lima Neto) (مواليد 17 مايو 1947) هو سبّاح برازيلي، مثّل بلاده في الألعاب الأولمبية الصيفية 1968.

## روابط خارجية
جواو كوستا ليما نيتو على موقع أوليمبيديا (الإنجليزية)